# Richard Beeching
Richard Beeching, Baron Beeching (* 21. April 1913 in Sheerness; † 23. März 1985 in East Grinstead,  Mid Sussex) war ein britischer Physiker und Ingenieur, der vor allem durch seine Tätigkeit als Vorsitzender der Staatsbahn British Railways bekannt wurde. Zu den dort unter seiner Regie umgesetzten Rationalisierungsmaßnahmen zählte die Stilllegung zahlreicher Nebenbahnen, die als Beeching-Axt (Beeching axe) bekannt wurde.

## Leben

### Herkunft und Ausbildung
Seine Kindheit und Jugendzeit verbrachte Richard Beeching in Maidstone in der Grafschaft Kent, wohin seine Familie bald nach seiner Geburt gezogen war. In den 1930er Jahren begann er am Imperial College in London ein Physik-Studium, das er mit der Promotion abschließen konnte. 1938 heiratete er Ella Tiley.
Nach mehrjähriger Tätigkeit für das Unternehmen Mond Nickel Laboratories in Birmingham wechselte Beeching 1943 in die Waffenentwicklung des damaligen britischen Versorgungsministeriums (Ministry of Supply). 1946 wurde er dort zum stellvertretenden Chefingenieur ernannt. 1948 verließ Beeching das Ministerium und trat eine Stelle beim Chemiekonzern Imperial Chemical Industries (ICI) an. Ab 1957 gehörte er als technischer Leiter dem ICI-Vorstand an.

### Vorsitz der British Transport Commission und des British Railways Board
1960 wurde Beeching in die "Stedeford-Group" berufen. Diese Kommission überprüfte unter dem Vorsitz des Industriellen Sir Ivan Stedeford und im Auftrag des damaligen britischen Verkehrsministers Ernest Marples die British Transport Commission (BTC) auf Einsparungsmöglichkeiten. Die verlustträchtige BTC vereinte unter ihrem Dach alle staatlichen Transportaktivitäten Großbritanniens, darunter auch die Staatsbahn British Railways. Nicht zuletzt auf Basis der Ergebnisse der Stedeford-Kommission beschloss die britische Regierung 1962 die Auflösung der BTC zugunsten separater Organisationsstrukturen für den Bahnverkehr, den Straßentransport und die Schifffahrt. British Railways wurde so ab 1. Januar 1963 als die Behörde British Railways Board, die unter der Bezeichnung British Railways und später British Rail auftrat, konstituiert.
Der bisherige Vorsitzende der BTC, Sir Brian Robertson, sollte im Mai 1961 seinen Ruhestand antreten, so dass nach einem Nachfolger gesucht wurde. Die Wahl fiel auf Richard Beeching, der hierfür von seinem bisherigen Arbeitgeber ICI über einen Zeitraum von fünf Jahren freigestellt wurde. Am 1. Juni 1961 trat er den Vorsitz der BTC an und übernahm nach deren Auflösung zum Jahreswechsel 1962/1963 den Vorsitz des British Railways Board.
Beeching gab noch während seiner Tätigkeit für die BTC eine umfassende Analyse des Unternehmens British Railways in Auftrag. Verkehrsleistungen, Gewinne und Verluste sollten detailliert für die einzelnen Strecken und Bahnhöfe dargestellt werden; ferner sollte die Verkehrsentwicklung für die kommenden Jahrzehnte prognostiziert werden. Die Ergebnisse dieser unter der Führung von Stanley Raymond durchgeführten Studie wurden am 27. März 1963 in einem 148-seitigen Report mit dem Titel "The Reshaping of British Railways" veröffentlicht. Aus der in der Folge von der Öffentlichkeit "Beeching-Report" genannten Veröffentlichung konnte beispielsweise entnommen werden, dass die Hälfte der rund 7.000 Bahnhöfe von British Railways nur 2 % des Umsatzes lieferte. Ebenso wurde auf einem Drittel des Streckennetzes nur 1 % des gesamten Transportvolumens (in Personen- und Tonnenkilometern) erbracht. Der Report empfahl daher umfassende Rationalisierungsmaßnahmen.

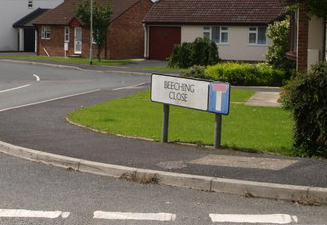
Eine von vielen „Ehrungen“ des Verwaltungsmannes, hier in Halwill, Devon

Die Umsetzung der Rationalisierungsmaßnahmen wurde noch 1963 in Angriff genommen. Zahlreiche britische Nebenstrecken, aber auch kleinere Bahnhöfe an weiterhin befahrenen Strecken wurden geschlossen. So verringerte sich die Streckenlänge des British Railways-Schienennetzes von 27.329 km Ende 1963 bis 1970 auf 18.988 km. British Railways und Richard Beeching als dessen Vorsitzender wurden im Rahmen der Streckenstilllegungen durch Teile der Öffentlichkeit und Presse stark kritisiert. Bemängelt wurde insbesondere, dass zwar radikale Stilllegungen erfolgten, die Modernisierung der weiter bestehenden Strecken aber nur halbherzig in Anspruch genommen worden sei. Als Begriff für die radikale Verkleinerung des Bahnstreckennetzes wurde Beeching Axe geprägt.
Neben Streckenstilllegungen ließ Beeching jedoch auch andere Veränderungen bei British Railways vornehmen. So empfahl er den Aufbau eines Containerzugsystems, das ab 1965 unter der Bezeichnung Freightliner umgesetzt wurde. Auch legte er den Grundstein für das spätere britische "Inter City"-Netz im Personenverkehr und sorgte für Modernisierungen des Kohletransports. Am 16. Februar 1965 legte Beeching mit "The Development of the Major Railway Trunk Routes" einen zweiten Bericht vor, der Maßstäbe für den Ausbau der Hauptstrecken des britischen Bahnsystems setzte. In der britischen Öffentlichkeit erlangte dieser Report jedoch im Gegensatz zum "Beeching-Report" von 1963 kaum Bekanntheit.
Nach den Unterhauswahlen im Herbst 1964 konnte die Labour Party die seit 13 Jahren regierende Conservative Party ablösen. Im Zuge der damit verbundenen Umstrukturierungen im Verkehrsministerium entschied sich Beeching Ende 1964, seine Tätigkeit im British Railways Board im folgenden Jahr vorzeitig zu beenden. Dieser Schritt wurde am 23. Dezember 1964 bekannt gegeben und zum 31. Mai 1965 umgesetzt. Sein Nachfolger wurde Stanley Raymond. In der britischen Öffentlichkeit wurde darüber spekuliert, ob der Rücktritt von Beeching freiwillig erfolgt sei. Auch der Verkehrsminister Frank Cousins (Labour) gab im November 1964 gegenüber dem britischen Unterhaus zu Protokoll, dass Beeching zum Rücktritt gedrängt worden sei. Beeching selbst sprach jedoch zeitlebens von einem freiwilligen Rücktritt.

### Spätere Jahre
Beeching kehrte zu ICI zurück und war dort von 1965 bis 1968 als stellvertretender Vorsitzender tätig. Am 7. Juli 1965 wurde ihm der Titel eines Life Peer als Baron Beeching, of East Grinstead im County of Sussex verliehen.
1966, während seiner Tätigkeit für ICI, wurde Beeching vom britischen Justizminister gebeten, den Vorsitz einer Kommission zur Neuordnung des britischen Gerichtssystems zu übernehmen. Das 1969 veröffentlichte Ergebnis dieser Kommission ist bis heute eine Basis für die Zuständigkeitsverteilung zwischen den verschiedenen Gerichtsebenen des britischen Justizsystems.
Richard Beeching verstarb am 23. März 1985 nach längerer Krankheit.

## Veröffentlichungen
- The Reshaping of British Railways, HMSO 1963
- The Development of the Major Trunk Routes, HMSO 1965

## Sonstiges
BBC strahlte von 1995 bis 1997 eine von David Croft und Richard Spendlove verfasste Sitcom namens "Oh, Doctor Beeching!" aus, die sich mit den Auswirkungen der "Beeching Axe" auf eine kleine ländliche Bahnstation befasste.